# Kevin Steen
Kevin Steen (* 7. května 1984, Marieville, Québec, Kanada) je kanadský profesionální zápasník. V současnosti pracuje ve Momentálně WWE. Vystupuje zde pod jménem Kevin Owens. Momentálně působí v roasteru SmackDown.
Před příchodem do WWE byl Steen také ROH World šampiónem, ROH Tag Team šampionem (s El Genericem - Dnes Samim Zaynem), trojnásobným PWG World šampiónem a PWG World Tag Team šampiónem (taktéž s El Genericem)

## Příchod do WWE
Na ROH iPPV Best in the World 2014 měl Kevin Steen zápas se Silasem Youngem, kterého Steen porazil a po konci zápasu oznámil, že jeho kontrakt s ROH vyprší už za měsíc a půl. Byl to poslední zápas Steena před příchodem do WWE.
12. srpna 2014 bylo oficiálně oznámeno, že Steen podepsal kontrakt s WWE. Připojil se tak ke dvojici nových talentů, které za sebou měly úspěšný debut v NXT - KENTA (Hideo Itami) a Prince Devitt (Finn Bálor). V Prosinci 2014 vydala WWE na svém Youtube kanálu video propagující příchod Kevina Steena - nově přejmenovaného na Kevina Owense do NXT. Debut se měl uskutečnit 11. prosince na show NXT Takeover: R Evolution. Owens debutoval v otevíracím zápase show jako face charakter (kladný) a v krátkém zápase porazil CJ Parkera. V tu samou noc se také uskutečnil NXT Championship match, což byl zároveň hlavní tahák celé show. V zápase o titul se zde střetli Sami Zayn a Adrian Neville (šampion). Po dlouhém zápase se Zaynovi podařilo porazit svého soupeře a vůbec poprvé získat NXT titul. Show měla končit oslavou Zaynova zisku titulu, které se zúčastnil téměř celý roster NXT, včetně čerstvě debutujícího Owense, který se Zaynem zůstal v ringu i poté, co zbytek rosteru odešel do zákulisí. Ten se Zaynem nejdříve společně slavil, jakožto jeho nejlepší přítel a bývalý tag teamový parťák, ale poté Owens Zayna napadl a prošel tak heel turnem. V rámci příběhu utrpěl Zayn zranění a byl několik týdnů mimo obrazovek, zatímco Owens si budoval velké momentum. 18. prosince se uskutečnila první NXT show po Takeoveru, kde byl Owensovým druhým soupeřem bývalý NXT šampion a muž, kterého právě Zayn porazil na Takeoveru o titul, Adrian Neville, který Owense konfrontoval a vyzval na zápas. Ten se uskutečnil ještě tu samou noc jako hlavní tahák. Zápas skončil dvojitým odpočítáním mimo ring. Po zápase Owens ještě napadl Nevillea stejným způsobem, jakým poslal do nemocnice (v rámci příběhu) Samiho Zayna a stvrdil svůj heel charakter.
Zayn se vrátil o až příští měsíc v lednu 2015 a nabídl Nevilleovi odvetný zápas o NXT titul. Ten se uskutečnil 14. ledna 2015 jakožto hlavní tahák NXT. Sami Zayn opět Nevillea porazil a obhájil NXT titul. Po zápase vběhl do ringu Owens a Zayna napadl. V dalších epizodách Owens vysvětloval své činy. Řekl, že doposud považoval Samiho za přítele, ale vzhledem k tomu, že jeho pozvali do NXT jako prvního a navíc se z něj stal šampion, nemůže být nadále jeho přítel. Zároveň dodal, že chce získat NXT titul. Generální manažer NXT William Regal dal Owensovi zápas proti Zaynovi na další speciální akci NXT Takeover: Rival, který však nebyl o titul. Až při podepisování kontraktu si Owens titulový zápas vynutil.
11. ledna se uskutečnila další speciální show NXT Takeover: Rival, jejímž hlavním tahákem byl právě souboj Zayna a Owense o NXT titul. Owens v zápase zvítězil po KO, když Zayna nešetřil a nasadil mu několik powerbomb za sebou, čímž Zayna v rámci příběhu opět na nějakou dobu vyřadil z akce.

## NXT Šampion a přesun do RAW
Na akci NXT Takeover: Rival Kevin Owens získal NXT titul a zároveň se zde uskutečnil No.1 Contender match for NXT Championship match, jehož vítěz se měl později utkat s NXT šampionem. Zvítězil Finn Bálor, který porazil Adriana Nevillea. Vzájemný zápas Owense a Bálora o titul NXT se uskutečnil 25. března a Owens titul úspěšně obhájil. Owens začal tvořit svoji vlastní šňůru neporazitelnosti a dominance, když porážel jednoho oponenta za druhým a vedl rovnou několik menších televizních feudů, které sloužily jako výplň před návratem Samiho Zayna a zároveň pomáhaly Owensovi se ještě více uchytit jako záporný charakter. Sami Zayn se vrátil a dokázal porazit Rhyna, čímž se stal dalším vyzyvatelem pro Kevina Owense. Ještě předtím, než Zayn opět zápasil o NXT titul se objevil jako překvapivý debutant v show RAW, kde se pokusil získat US titul v zápase proti Johnu Cenovi. Tady však neuspěl. Po zápase se navíc ukázalo, že Zayn utrpěl menší zranění ramene - tentokrát vážně, nikoli v rámci příběhu. Zayna čekala rehabilitace, ale ještě předtím byl schopen zápasit proti Kevinu Owensovi na show NXT Takeover: Unstoppable 20. května 2015. Zápas skončil diskvalifikací Owense, takže i když technicky vzato Owens v zápase prohrál, titul mu zůstal. Po zápase se Owens ještě pokusil Zayna napadnout se židlí, v tom jej však konfrontoval wrestlingový veterán a nováček v NXT, Samoa Joe. Ten Owense vyzval na zápas, který se uskutečnil 17. června 2015. Zápas ale skončil bez výsledku, když se Owens a Joe agresivně mlátili.

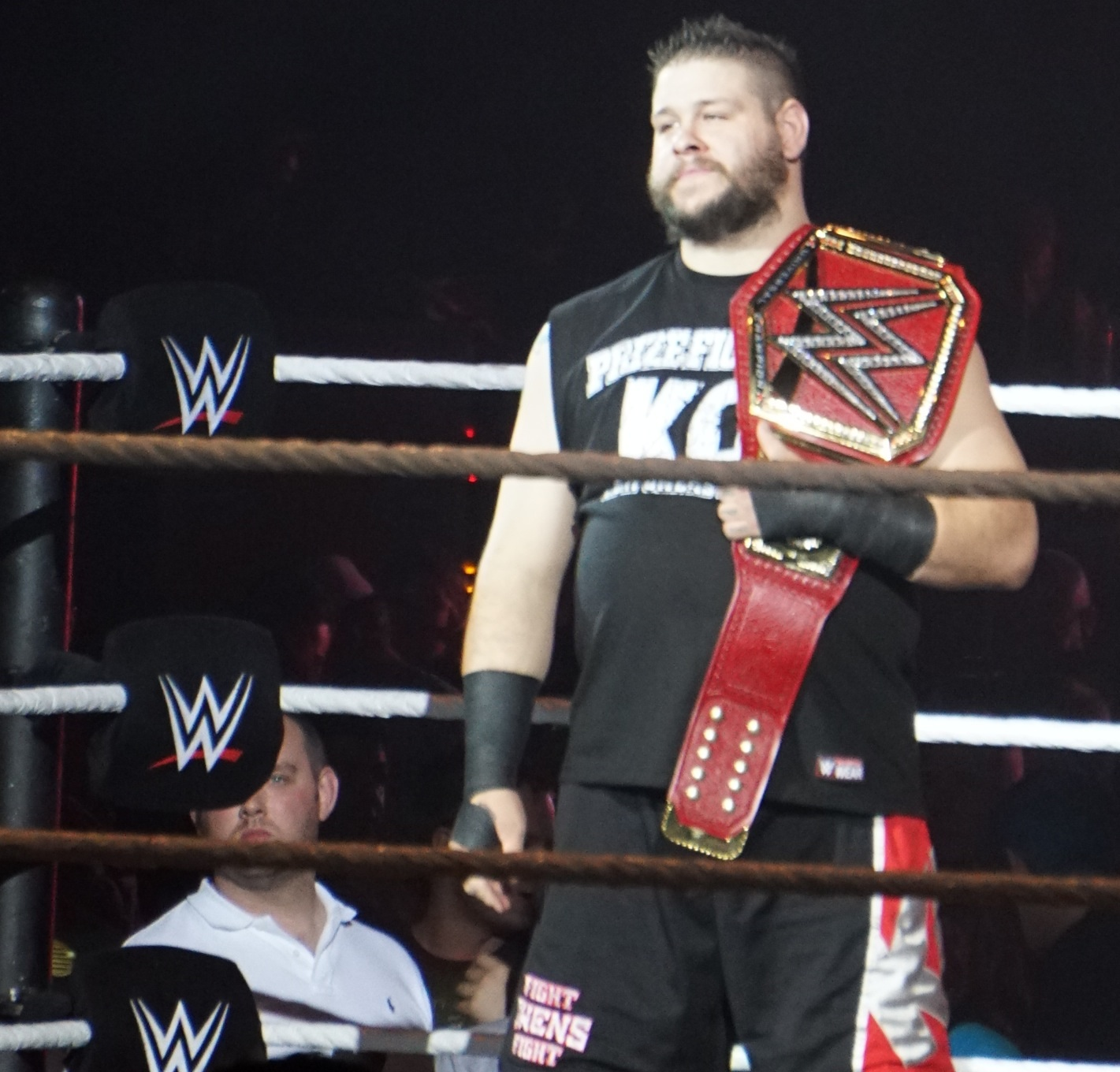
Kevin Owens jako WWE Universal Champion

Kevin debutoval v hlavním rosteru když odpověděl na US open challenge od Johna Cenu kterému nasadil pop up powerbomb a zápasil s ním na akci Elimination Chamber a tento zápas vyhrál.Kevin a John následně zápasili na akci Money In The Bank kde ale Kevin prohrál a následně na live show Beast in the east prohrál svůj titul s Finnem Balorem.Kevin následně vyzval Johna Cenu o United States Championship na akci Battleground ale nevyhrál.Na placené akci Night of The Champions zápasil s Rybackem o Intercontiental Championship který vyhrál a titul si udržel až do akce TLC kde ho o titul připravil Dean Ambrose.Odveta se konala na akci Royal Rumble v Last man standing zápase jenže poté, co Dean shodil Kevina přes dva stoly nebyl Kevin schopen dál zápasit.Svůj IC titul vyhrál zpět v Fatal 5 way matchi kdy odpinoval Tylera Breeze a připravil tak Deana o titul.V Březnu se nečekaně vrátil jeho bývalý nejlepší přítel Sami Zayn kterého kdysi Kevin zradil a byl zařazen do IC title zápasu na WrestleManii 32.Díky Samimu tento zápas prohrál a Kevin se pomstil na placené akci PayBack kdy porazil Samiho.Nadále chtěl odvetu pro jeho IC titul kterou nikdy nedostal a na placené akci Extrene Rules se ji dočkal v podobně Fatal 4 way matche který opět díky Samimu nevyhrál. Nadále se kvalifikoval do MITB zápasu o kufřík který se mu nepodařilo získat. Sami Zayn chtěl po Kevinovy poslední zápas na akci Battleground který Sami vyhrál. Kevin Owens vytvořil tag team s Chrisem Jerichem jménem Jeri-KO.Kevin Owens byl zařazen do fatal 4 way matche o Universal titul který vyhrál po tom co se vrátil Triple H a zradil Setha Rollinse ve prospěch Kevina. Následující show RAW se konala oslava Kevina a jeho zisku titulu kterou přerušil Seth Rollins který následně zaútočil na Kevina.Vedlo to k jejich feudu který ale díky spolupráci Kevina a Chrise Jericha Seth nevyhrál.Roman Reigns byl další kdo vyzval Kevina o hlavní titul show RAW na placené akci RoadBlock ale díky plánu Chrise Jericha který díky tomu že nasadil Code-Breaker na Kevina sice zařídil prohru Kevina,ale přes DQ čili mu titul zůstal.Mick Foley další show RAW oznámil re-match o Universal Titul Kevin Owens vs Roman Reigns na placené akci Royal Rumble a navíc Chris musel být v železné kleci nad ringem.Kevin dokázal titul obhájit díky zásahu Brauna Strowmana který zničil Romana Reignse.Show RAW která následovala se objevil Goldberg a vyzval Kevina o titul, který mu Jericho slíbil bez souhlasu Kevina. Následující RAW se konal segment Festival of Friendship při kterém Kevin Owens nečekaně napadl a zradil Chrise Jericha a ukončil jejich přátelství.

## Ve wrestlingu
- Zakončovací chvaty
  - Jako Kevin Owens
    - Pop-up powerbomb

  - Jako Kevin Steen
    - Crossface – 2010
    - F-Cinq (ROH) / Deep Sea Diverticulitis (PWG) (Fireman's carry facebuster) – 2012–2014
    - Package piledriver
    - Sharpshooter
    - Steenalizer (Package fallaway powerbomb)

- Signature chvaty
  - Jako Kevin Steen
    - 450° splash
    - Cannonball
    - Enzuigiri
    - Go Home Driver
    - High-angle senton bomb
    - Moonsault
    - Sidewinder Suplex (Swinging leg hook belly-to-back suplex)
    - Sitout scoop slam piledriver
    - Sleeper suplex
    - Somersault leg drop
    - Steen Breaker (Pumphandle neckbreaker)
    - Superkick

- Přezdívky
  - "Mr. Wrestling"
  - "The Anti-Christ of Pro Wrestling"
  - "Wrestling's Worst Nightmare"

- Theme songy
  - "Tear Away" od Drowning Pool (CZW/PWG/ROH)
  - "Word Up!" od Korn (IWA-MS)
  - "Now You're a Man" od DVDA (PWG)
  - "Better" od Guns N' Roses (C*4/IWS)
  - "Unsettling Differences" od Blue Smock Nancy (ROH)
  - "FightV2" od CFO$ (NXT; January 28, 2015–současnost)

## Tituly a ocenění
- All American Wrestling
  - AAW Heavyweight Championship (1 krát)

- Capital City Championship Combat
  - C*4 Championship (1 krát)
  - C*4 Tag Team Championship (1 krát) – s Mikem Baileym

- Combat Revolution Wrestling
  - CRW Tag Team Championship (1krát) – s Patem Skillzem

- Combat Zone Wrestling
  - CZW Iron Man Championship (1 krát)

- Elite Wrestling Revolution
  - EWR Heavyweight Championship (2 krát)
  - Elite 8 Tournament (2005)

- International Wrestling Syndicate
  - IWS Canadian Championship (1 krát)
  - IWS World Heavyweight Championship (3 krát)

- North Shore Pro Wrestling
  - NSPW Championship (1 krát)

- Pro Wrestling Guerrilla
  - PWG World Championship (3 krát)
  - PWG World Tag Team Championship (3 krát) – s El Genericem (2) a Super Dragonem (1)

- Pro Wrestling Illustrated
  - PWI jej umístila jako #10 v PWI 500 (500 nejlepších wrestlerů) za rok 2013

- Ring of Honor
  - ROH World Championship (1 krát)
  - ROH World Tag Team Championship (1 krát) – s El Genericem

- SoCal Uncensored
  - Zápasník roku (2005)

- Squared Circle Wrestling
  - 2CW Heavyweight Championship (1 krát)
  - 2CW Tag Team Championship (1 krát) – s Jasonem Axem

- WWE
  - Intercontinental Championship ( 2 krát)
  - WWE Universal Championship (1 krát)
  - NXT Championship (1 krát)
  - WWE United States Championship (3 krát)
  - WWE Raw Tag Team Championship (1 krát) se Samim Zaynem
  - WWE Smackdown Tag Team Championship (1 krát) se Samim Zaynem
  - Grand Slam
- Wrestling Observer Newsletter
  - Nejlepší brawler (2010–2012)
  - Rivalita roku (2010) vs. El Generico